# Ballet Comique de la Reine

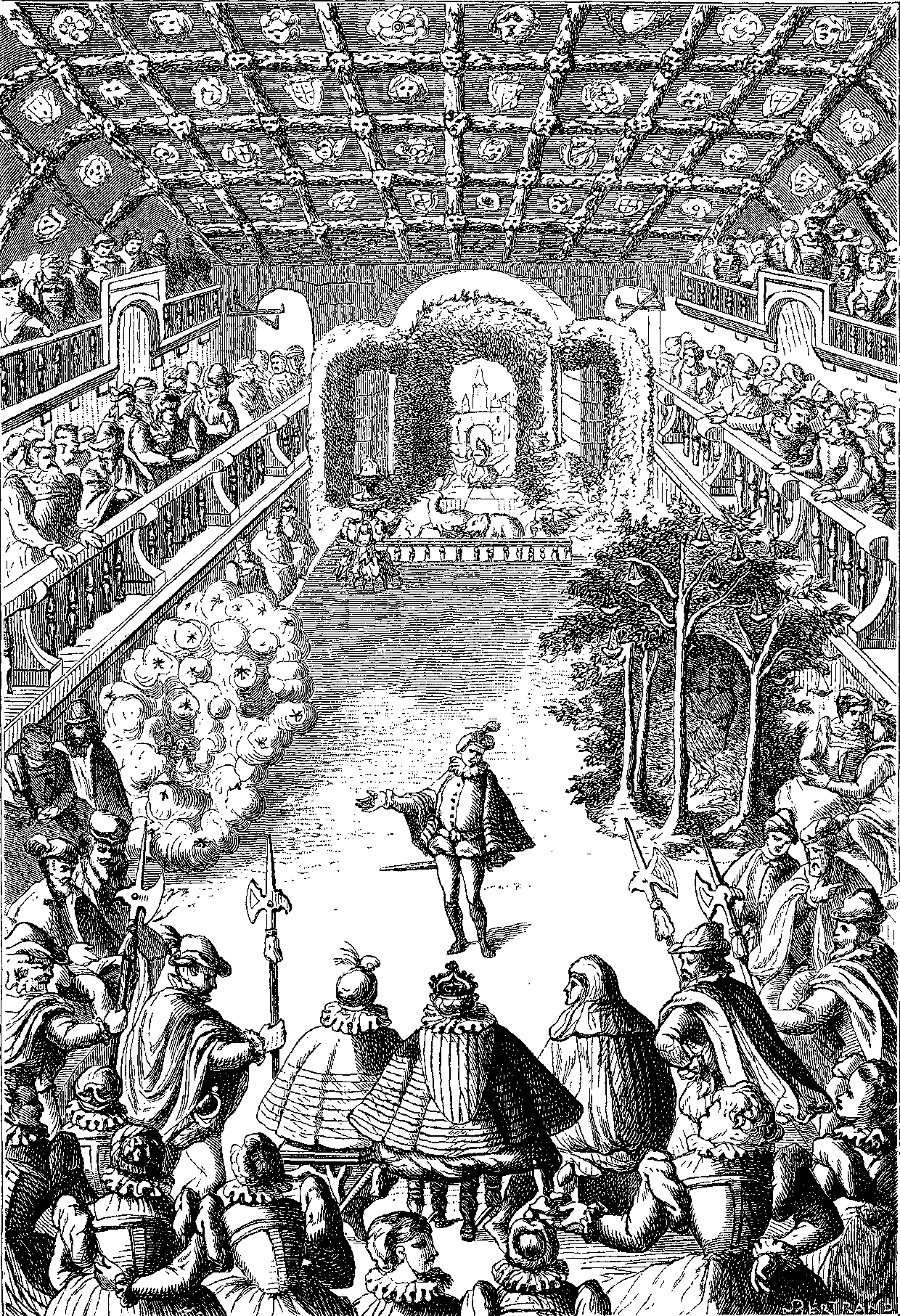
Incisione della prima scena del Ballet Comique de la Reine.

Il Ballet Comique de la Reine (fr. ant. Balet Comique de la Royne) è uno dei primi esempi di ballo con funzione spettacolare allestito presso una corte, perciò oggi è considerato da molti storici come il primo vero balletto.

## Storia
Venne rappresentato il 15 ottobre 1581 a Parigi, nel Palazzo del Petit Bourbon (vicino al Louvre), alla corte di Enrico III e alla presenza di Caterina de' Medici, regina madre. Fu realizzato da Baldassarre Baltazarini da Belgioioso e danzato dalla stessa regina Luisa di Lorena-Vaudémont e dalle dame di corte. L'allestimento di questa sontuosa rappresentazione fu voluto dalla regina madre Caterina per i festeggiamenti delle nozze della sorella della regina Luisa, Margherita di Lorena-Vaudemont, con il duca di Joyeuse, uno dei favoriti del re Enrico III. 

## La nascita delBallet Comique de la Reine
L’arrivo dell’arte della danza in Francia si ricorda in realtà già molti anni prima, quando il re Enrico II sposò l’italiana Caterina de’ Medici, grande amante di feste ed eventi sfarzosi, che cercò di portare nel paese straniero la grandiosità degli eventi milanesi cui era abituata. 
In seguito alla morte del padre nel 1559 anche i figli, Carlo IX ed Enrico III, continuarono a portare avanti la tradizione materna e ad organizzare per il regno feste in mascherai e tornei, che come scopo principale avevano quello di distrarre i francesi dai conflitti interni al Paese.
Questo portò nel 1570 Carlo IX a fondare l'Accademia di poesia e di musica', sulla scia di quella platonica di Firenze, dove la danza era vista come mezzo per dirigere i desideri fisici dell’uomo verso l’amore trascendentale di Dio.
Qualche tempo dopo, nel 1581, le ricerche dell’Accademia permisero finalmente alla corte di mettere in scena uno spettacolo che sarebbe stato considerato, negli anni a venire, il primo vero balletto della storia, il Ballet Comique de la Reine.
Alcuni storici in realtà attribuivano il titolo al Paradis d’amour' del 1572, mentre nel 1573 il Ballet des Polonais fu in assoluto il primo ad avere la definizione di “balletto” nel titolo.
Ad ogni modo, la rappresentazione del Ballet Comique de la Reine possedeva una disciplina e una coreografia molto formali che incarnavano il desiderio di trasformare la danza e la musica in una riproduzione dell’ordine dell’universo.
Richiesto da Luisa, nuora di Caterina e moglie di Enrico III, per il matrimonio della sorella Margherita, venne incaricato il musicista e coreografo italiano Baldassarre da Belgioioso (trasferitosi in Francia e dipendente di Caterina de’ Medici dal 1560) per l’allestimento di uno dei diciassette eventi programmati per il matrimonio.

## La messa in scena dello spettacolo[1]
Il 15 Ottobre 1581 venne finalmente messo in scena il balletto in un prologo, due parti e un grand ballet général (noto anche come Circé et ses nymphes) sulle musiche di Lambert de Beaulieau, Thibaut de Courville e Baldassarre da Belgioioso.
Gli interpreti principali erano M.lle de Saint-Mesme (Circe), M. de la Roche (Il gentiluomo), M. de Beaulieu (Glauco), M.lle de Beaulieu (Teti), M.lles de Vitry, de Surgères, de Lavernay, d’Estavay (ninfe), M. de Jutigny (Pan), M. du Pont (Mercurio), Louise de Lorraine, regina di Francia e la principessa di Lorena (due naiadi) e vari membri della corte di Enrico III.

## Tema
Spettacolo composto da recitazione, musica, canto e danza, questo balletto è celebre tra le altre cose per la sua lunga durata (cinque ore e trenta) e per l'accuratezza nell'elaborazione della scena, dei costumi e delle macchinerie sceniche. L'argomento era incentrato sul mito della maga della mitologia greca Circe, da cui il titolo: Cyrcé et ses nymphes.